# Рекреативо (футбольный клуб, Гранада)
«Рекреативо» Гранада (исп. Club Recreativo Granada) — испанский футбольный клуб из одноимённого города, в одноимённой провинции в автономном сообществе Андалусия, резервная команда клуба «Гранада». Клуб основан в 1947 году, гостей принимает на арене «Мигель Прето», вмещающей 2 500 зрителей. В Примере и Сегунде команда никогда не выступала, лучшим результатом является 5-е в Сегунде B в сезонах 2014/15, 2015/16.

## Сезоны по дивизионам
- Сегунда B — 4 сезона
- Терсера — 29 сезонов
- Региональные лиги — 37 сезонов

## Достижения
- Терсера
  - Третье место: 2012/13